# Lander Van Steenbrugghe
Lander Van Steenbrugghe, né à Audenarde le 27 novembre 1986, est un joueur de football belge, qui occupe le poste de milieu de terrain défensif. Depuis juillet 2013, il évolue à l'Eendracht Alost, en deuxième division belge.

## Carrière

### Débuts à Zulte Waregem
Lander Van Steenbrugghe s'affilie d'abord au VV Volkegem, un club évoluant dans les séries provinciales est-flandriennes. Il part ensuite au WIK Eine, un autre club de la région avant de rejoindre le SV Zulte Waregem, dont l'équipe première évolue en Division 2. Il joue son premier match officiel le 24 avril 2005, montant au jeu à dix minutes de la fin d'un match face à l'Union Saint-Gilloise. Il joue encore deux parties de matches durant la saison et remporte le titre de champion au terme de celle-ci.
Le 21 septembre, Van Steenbrugghe dispute ses premières minutes en Division 1 face à l'Excelsior Mouscron et obtient sa première titularisation lors de la venue du FC Bruges le 6 novembre. Au total, il joue seulement dix rencontres durant la saison, dont deux en Coupe de Belgique, que son équipe remporte mais sans qu'il participe à la finale. La saison suivante, il découvre la Coupe d'Europe lors du match aller du premier tour préliminaire de la Coupe UEFA face au Lokomotiv Moscou. Peu utilisé par son entraîneur Francky Dury, il inscrit son seul but pour Zulte Waregem en seizième de finale de la Coupe contre La Louvière.
À la suite des indisponibilités successives de plusieurs joueurs de l'équipe, Lander Van Steenbrugghe reçoit plus de temps de jeu lors de la saison 2007-2008 mais sans parvenir à percer au plus haut niveau et obtenir une place de titulaire. Lors du second tour du championnat, il retourne sur le banc et ne joue quasiment plus jusqu'à la fin de la saison.

### Deux prêts couronnés de succès
Le 18 août 2008, il est prêté pour un an à Oud-Heverlee Louvain, un club ambitieux de Division 2 pour y obtenir plus de temps de jeu. Il devient directement un joueur essentiel dans sa nouvelle équipe et participe à la majorité des rencontres en tant que titulaire. Satisfaits de son apport au groupe, les dirigeants louvanistes prolongent son prêt pour la saison suivante. À nouveau, il fait partie des titulaires durant toute la saison mais le club ne se montre pas à la hauteur de ses ambitions et termine en milieu de classement.
Lander Van Steenbrugghe retourne alors à Zulte Waregem et est ensuite prêté le 30 juillet 2010 au KSV Roulers, tout juste relégué en deuxième division et qui vise une remontée directe parmi l'élite. Il entame la saison comme titulaire dans l'effectif de Roulers mais une blessure encourue à la fin du mois d'octobre 2010 le tient éloigné des terrains jusqu'en fin d'année. Revenu dans l'équipe en janvier 2011, il termine la saison dans l'équipe de base. Malheureusement pour lui, le club vient de vivre une saison difficile et, au lieu de lutter pour le titre, a dû se battre jusqu'à la dernière journée pour son maintien. Son prêt n'est pas prolongé par les dirigeants de Roulers et il retourne donc vers son club d'origine.

### Nouveau départ à Ostende
N'entrant plus dans les plans de la direction de Zulte Waregem, Lander Van Steenbrugghe est libéré de son contrat le 30 septembre 2011. Sans club, il s'engage le 19 novembre au KV Ostende, un autre club de deuxième division. Sa première saison au club côtier est plutôt difficile. Remplaçant, il se blesse après une suspension de trois semaines et manque deux mois de compétition. Malgré cela, la direction ostendaise décide de lever l'option figurant dans son contrat, le liant au club jusqu'en juin 2013. Il entame le championnat 2012-2013 dans l'équipe de base et participe à la très bonne saison du club, qui atteint les quarts de finale de la Coupe de Belgique et, surtout, remporte le titre de champion. Il n'accompagne cependant pas ses coéquipiers en première division et choisit de partir pour l'Eendracht Alost, un autre pensionnaire de Division 2, où il a du mal à s'imposer.

## Palmarès
- 2 fois champion de Division 2 en 2005 avec le SV Zulte Waregem et en 2013 avec le KV Ostende

## Statistiques
| Saison                | Club                  | Championnat           | Championnat | Championnat | Coupe(s) nationale(s) | Coupe(s) nationale(s) | Supercoupe | Supercoupe | Compétition(s) continentale(s) | Compétition(s) continentale(s) | Compétition(s) continentale(s) | Total | Total |
| Saison                | Club                  | Division              | M.          | B.          | M.                    | B.                    | M.         | B.         | Comp.                          | M.                             | B.                             | M.    | B.    |
| 2004-2005             | SV Zulte Waregem      | Division 2            | 3           | 0           | 0                     | 0                     | 0          | 0          | -                              | 0                              | 0                              | 3     | 0     |
| 2005-2006             | SV Zulte Waregem      | Jupiler Pro League    | 8           | 0           | 2                     | 0                     | 0          | 0          | -                              | 0                              | 0                              | 10    | 0     |
| 2006-2007             | SV Zulte Waregem      | Jupiler Pro League    | 6           | 0           | 1                     | 1                     | 1          | 0          | C3                             | 3                              | 0                              | 11    | 1     |
| 2007-2008             | SV Zulte Waregem      | Jupiler Pro League    | 20          | 0           | 1                     | 0                     | 0          | 0          | -                              | 0                              | 0                              | 21    | 0     |
| Sous-total            | Sous-total            | Sous-total            | 37          | 0           | 4                     | 1                     | 1          | 0          | -                              | 3                              | 0                              | 45    | 1     |
| 2008-2009             | Oud-Heverlee Louvain  | Division 2            | 30          | 1           | 2                     | 0                     | 0          | 0          | -                              | 0                              | 0                              | 32    | 1     |
| 2009-2010             | Oud-Heverlee Louvain  | Division 2            | 30          | 2           | 1                     | 0                     | 0          | 0          | -                              | 0                              | 0                              | 31    | 2     |
| Sous-total            | Sous-total            | Sous-total            | 60          | 3           | 3                     | 0                     | 0          | 0          | -                              | 0                              | 0                              | 63    | 3     |
| 2010-2011             | KSV Roulers           | Division 2            | 25          | 0           | 2                     | 0                     | 0          | 0          | -                              | 0                              | 0                              | 27    | 0     |
| Sous-total            | Sous-total            | Sous-total            | 25          | 0           | 2                     | 0                     | 0          | 0          | -                              | 0                              | 0                              | 27    | 0     |
| 2011-2012             | KV Ostende            | Division 2            | 8           | 0           | 0                     | 0                     | 0          | 0          | -                              | 0                              | 0                              | 8     | 0     |
| 2012-2013             | KV Ostende            | Division 2            | 27          | 0           | 6                     | 0                     | 0          | 0          | -                              | 0                              | 0                              | 33    | 0     |
| Sous-total            | Sous-total            | Sous-total            | 35          | 0           | 6                     | 0                     | 0          | 0          | -                              | 0                              | 0                              | 41    | 0     |
| 2013-2014             | SC Eendracht Alost    | Division 2            | 4           | 0           | 0                     | 0                     | 0          | 0          | -                              | 0                              | 0                              | 4     | 0     |
| Sous-total            | Sous-total            | Sous-total            | 4           | 0           | 0                     | 0                     | 0          | 0          | -                              | 0                              | 0                              | 4     | 0     |
| Total sur la carrière | Total sur la carrière | Total sur la carrière | 141         | 3           | 15                    | 1                     | 1          | 0          | -                              | 3                              | 0                              | 160   | 4     |